# Grande Prémio de Portugal de 1960
Resultados do Grande Prémio de Portugal de Fórmula 1 realizado no Porto em 14 de agosto de 1960. Oitava etapa da temporada, teve como vencedor o australiano Jack Brabham, que subiu ao pódio junto a Bruce McLaren numa dobradinha da Cooper-Climax, com Jim Clark em terceiro pela Lotus-Climax.

## Resumo
Graças a esse resultado, Jack Brabham sagrou-se bicampeão mundial com duas provas de antecedência.

## Classificação da prova
| Pos. | Nº | Piloto                 | Construtor      | Voltas | Tempo/Diferença | Grid | Pontos |
| ---- | -- | ---------------------- | --------------- | ------ | --------------- | ---- | ------ |
| 1    | 2  | Jack Brabham           | Cooper-Climax   | 55     | 2:19:00.03      | 3    | 8      |
| 2    | 4  | Bruce McLaren          | Cooper-Climax   | 55     | + 57.97         | 6    | 6      |
| 3    | 14 | Jim Clark              | Lotus-Climax    | 55     | + 1:53.23       | 8    | 4      |
| 4    | 28 | Wolfgang von Trips     | Ferrari         | 55     | + 1:58.81       | 9    | 3      |
| DSQ  | 12 | Stirling Moss          | Lotus-Climax    | 51     | Desclassificado | 4    |        |
| 5    | 6  | Tony Brooks            | Cooper-Climax   | 49     | + 6 voltas      | 12   | 2      |
| 6    | 16 | Innes Ireland          | Lotus-Climax    | 48     | + 7 voltas      | 7    | 1      |
| 7    | 8  | Olivier Gendebien      | Cooper-Climax   | 46     | + 9 voltas      | 14   |        |
| Ret  | 32 | Mário de Araújo Cabral | Cooper-Maserati | 38     | Acidente        | 15   |        |
| Ret  | 18 | John Surtees           | Lotus-Climax    | 37     | Radiador        | 1    |        |
| Ret  | 26 | Phil Hill              | Ferrari         | 30     | Acidente        | 10   |        |
| Ret  | 24 | Dan Gurney             | BRM             | 25     | Motor           | 2    |        |
| Ret  | 30 | Masten Gregory         | Cooper-Maserati | 21     | Câmbio          | 11   |        |
| Ret  | 22 | Graham Hill            | BRM             | 9      | Câmbio          | 5    |        |
| Ret  | 20 | Jo Bonnier             | BRM             | 6      | Motor           | 13   |        |

## Tabela do campeonato após a corrida
|   | Pos. | Pilotos           | Pontos |
| - | ---- | ----------------- | ------ |
|   | 1    | Jack Brabham      | 40     |
|   | 2    | Bruce McLaren     | 33     |
| 1 | 3    | Innes Ireland     | 12     |
| 1 | 4    | Stirling Moss     | 11     |
|   | 5    | Olivier Gendebien | 10     |

|  | Pos. | Construtor      | Pontos  |
|  | ---- | --------------- | ------- |
|  | 1    | Cooper-Climax   | 48 (54) |
|  | 2    | Lotus-Climax    | 28 (29) |
|  | 3    | Ferrari         | 19      |
|  | 4    | BRM             | 6       |
|  | 5    | Cooper-Maserati | 3       |

- Nota: Estão somente listadas as primeiras cinco posições. Apenas os cinco melhores resultados, dentre pilotos ou equipas, eram calculados com vista ao título. Neste ponto esclarecemos: na tabela dos construtores figurava apenas o melhor resultado dentre os carros de uma mesma equipa.